# Gladesville
Gladesville – geograficzna nazwa dzielnicy (przedmieścia), położona na terenie samorządów lokalnych Hunter’s Hill i City of Ryde, wchodzących w skład aglomeracji Sydney, w stanie Nowa Południowa Walia, w Australii.

## Galeria

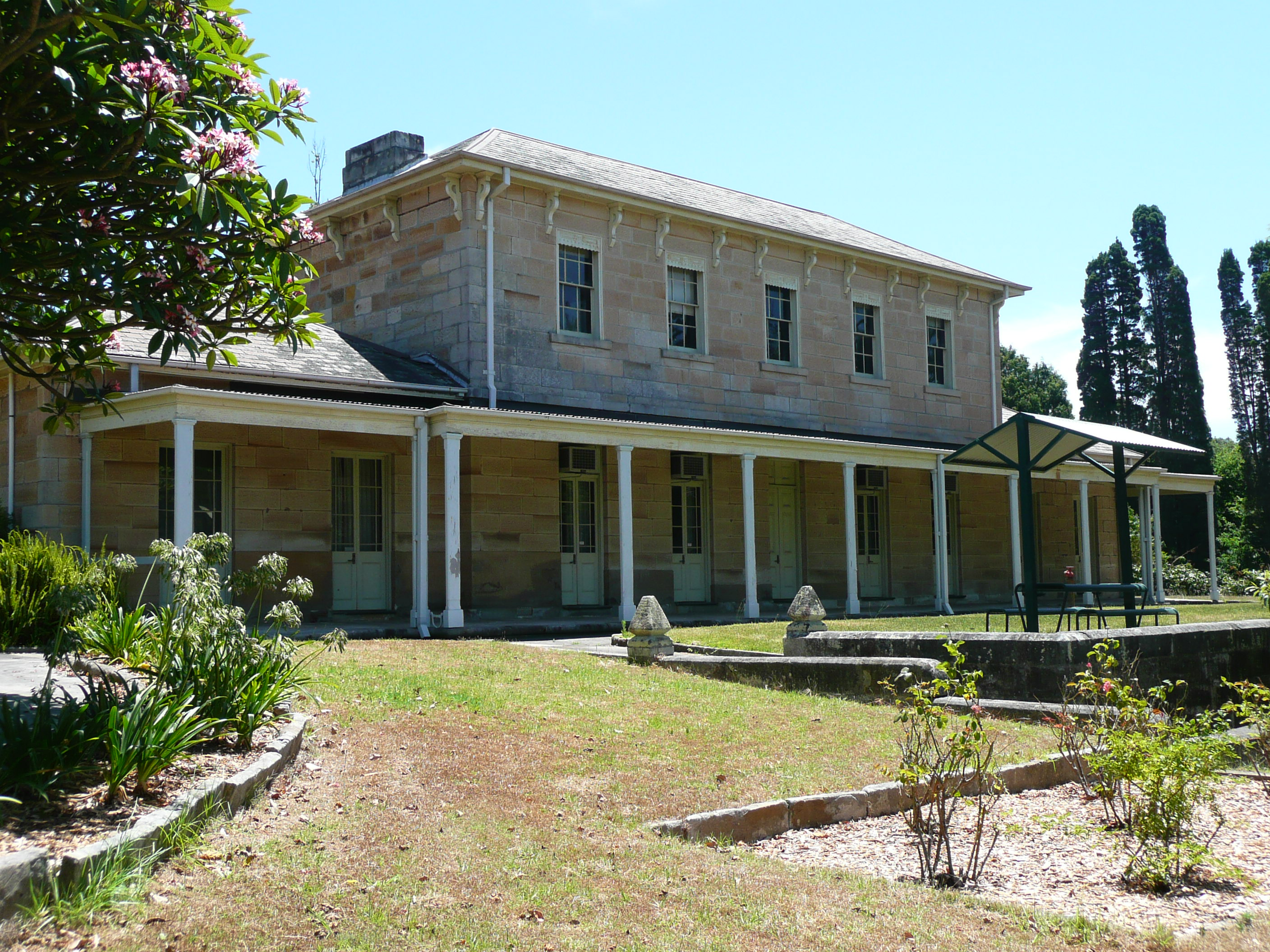
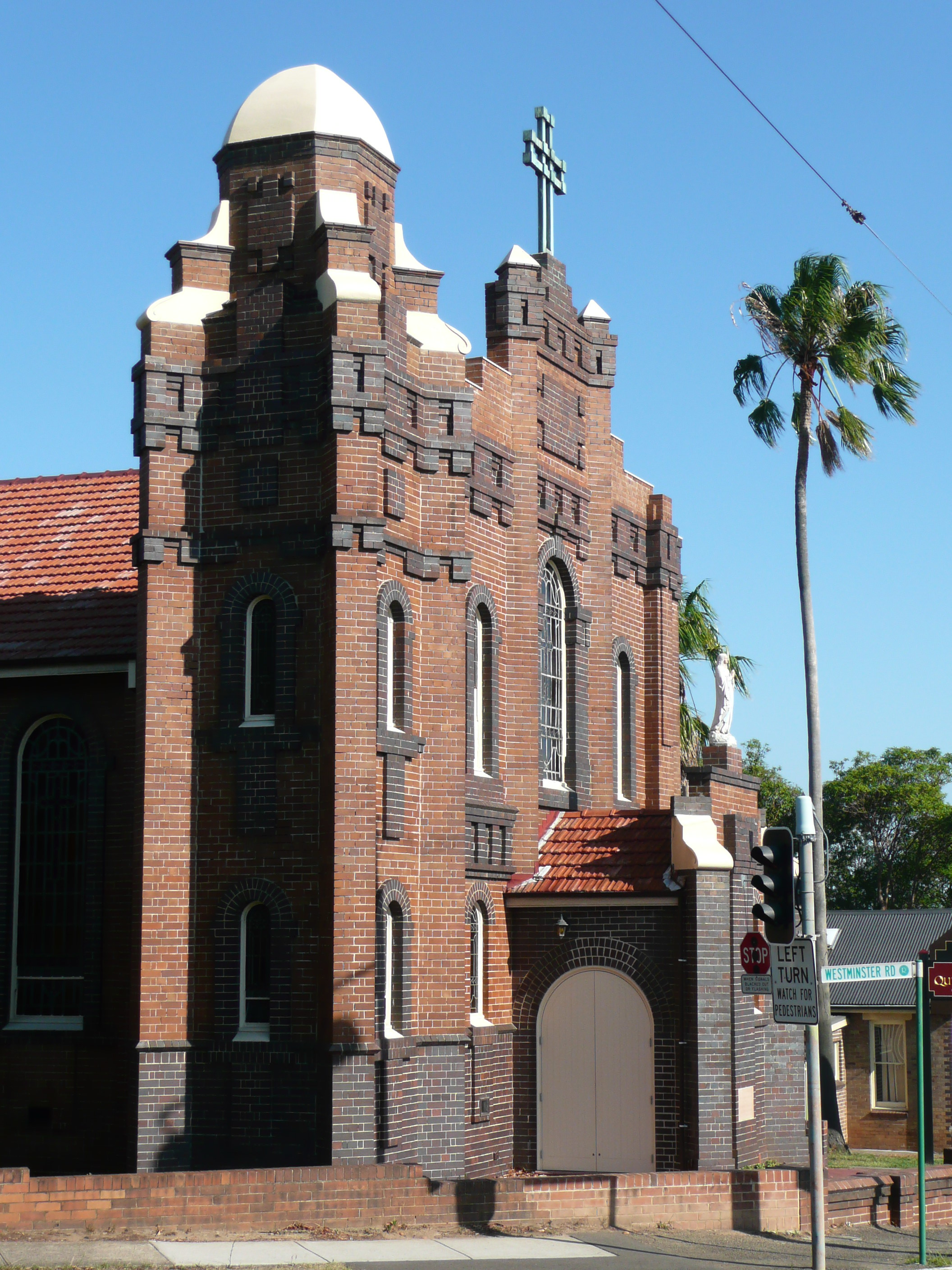
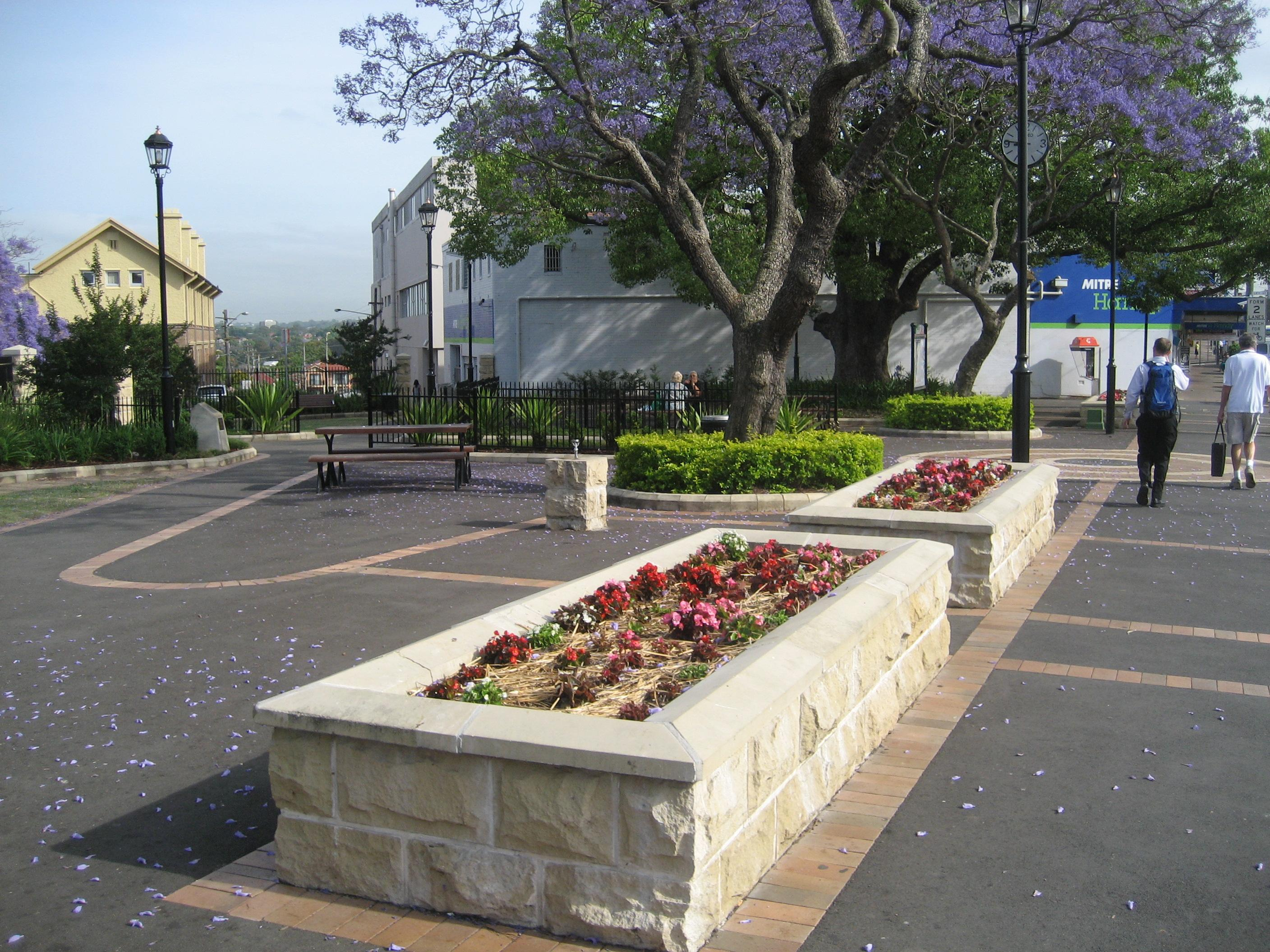